# Campionat d'Espanya de trial clàssiques
El Campionat d'Espanya de trial clàssiques, regulat per la federació espanyola de motociclisme (RFME, Real Federación Motociclista Española), és la màxima competició de trial destinada a motocicletes "clàssiques" que es disputa a l'estat espanyol. La seva denominació oficial és Copa d'Espanya de Trial Clàssiques i es disputa regularment d'ençà del 2001 (després d'una prova pilot el 1999), havent incorporat i abandonat categories diverses al llarg de la seva història.

## Llista de guanyadors
A 12 de desembre de 2024

### Categories segons el nivell del pilot
Primera etapa (1999-2008)
| Any  | Clàssiques   | Clàssiques A    | Clàssiques B | Clàssiques C   |
| ---- | ------------ | --------------- | ------------ | -------------- |
| 1999 | Ramon Sallés | Martí de Riquer | Jordi Alonso | Josep M. Serra |

| Any  | Experts       | Experts | Màsters        | Màsters | Trialers    | Trialers |
| Any  | Campió        | Moto    | Campió         | Moto    | Campió      | Moto     |
| ---- | ------------- | ------- | -------------- | ------- | ----------- | -------- |
| 2001 | Miquel Cirera | Honda   | Amós Bilbao    | Honda   | J. Cañellas | Montesa  |
| 2002 | Miquel Cirera | ?       | R. Membrives   | ?       | F. Estrada  | ?        |
| 2003 | Joan Rovira   | Fantic  | I. Manzanero   | Bultaco | Josep Pujol | Fantic   |
| 2004 | Tomás Blas    | ?       | Jorge Ablanque | ?       | M. Aguadé   | ?        |
| 2005 | Lluís Díaz    | Honda   | Alfredo Gómez  | Honda   | Josep Pujol | Montesa  |
| 2006 | Lluís Díaz    | ?       | Alfredo Gómez  | Honda   | Josep Pujol | ?        |
| 2007 | C. Casas      | Montesa | Fran Rico      | Honda   | Jaume Vila  | Montesa  |

| Any  | Experts    | Experts | Màsters        | Màsters | Trialers      | Trialers | Clàssics        | Clàssics |
| Any  | Campió     | Moto    | Campió         | Moto    | Campió        | Moto     | Campió          | Moto     |
| ---- | ---------- | ------- | -------------- | ------- | ------------- | -------- | --------------- | -------- |
| 2008 | Lluís Díaz | Honda   | Josep Arcarons | Montesa | Alberto Selma | Bultaco  | José R. Piñeira | ?        |

Segona etapa (2009-Actualitat)
| Any  | Experts          | Experts | Trialers             | Trialers | Clàssics                | Clàssics                |
| Any  | Campió           | Moto    | Campió               | Moto     | Campió                  | Moto                    |
| ---- | ---------------- | ------- | -------------------- | -------- | ----------------------- | ----------------------- |
| 2009 | Narcís Sánchez   | Fantic  | Francisco Aldecoa    | Ducati   | Xavier Ribot            | Bultaco                 |
| 2010 | Pere Anton Mill  | Bultaco | Francisco Aldecoa    | Bultaco  | José M. Martínez        | Fantic                  |
| 2011 | Diego Urreta     | Fantic  | José Gabriel Dasi    | Fantic   | José M. Martínez        | Honda                   |
| 2012 | Narcís Sánchez   | SWM     | Blai Jové            | OSSA     | José M. Martínez        | Honda                   |
| 2013 | Joan Rovira      | BSA     | Martí Font           | Bultaco  | José M. Martínez        | Triumph                 |
| 2014 | Francesc Ciurana | OSSA    | Xavier Vallès        | OSSA     | Vicente Ríos            | Fantic                  |
| 2015 | Francesc Ciurana | Bultaco | Alvaro Luis Luna     | Honda    | Vicente Ríos            | Fantic                  |
| 2016 | Víctor Beltrán   | Fantic  | Alberto Selma        | SWM      | V. A. de Miguel         | Fantic                  |
| 2017 | Diego Urreta     | Fantic  | Mariano Gómez        | Bultaco  | V. A. de Miguel         | Fantic                  |
| 2018 | Òscar Mil        | Bultaco | B. Martínez-Peñalver | Aprilia  | V. A. de Miguel         | Montesa                 |
| 2019 | Òscar Mil        | Bultaco | Manel Campoy         | Beta     | Fernando Cabré          | Beta                    |
| 2020 | Òscar Mil        | Bultaco | B. Martínez-Peñalver | Aprilia  | José Enrique Romero     | Fantic                  |
|      | Experts          | Experts | Trialers             | Trialers | Clàssics - Manuel Soler | Clàssics - Manuel Soler |
| 2021 | Diego Urreta     | Bultaco | B. Martínez-Peñalver | Bultaco  | José E. Romero          | Honda                   |
| 2022 | Diego Urreta     | Montesa | Mariano Gómez        | Merlin   | José E. Romero          | Honda                   |
| 2023 | Diego Urreta     | Montesa | Mariano Gómez        | Merlin   | Fernando Cabré          | Beta                    |
| 2023 | Diego Urreta     | Montesa | Mariano Gómez        | Merlin   | Fernando Cabré          | Beta                    |
| 2024 | Jordi Gómez      | SWM     | Mariano Gómez        | Merlin   | Santiago Prat           | Honda                   |

1. ↑  El 2021 s'estrenà la cetegoria "Clàssics - Manuel Soler"

### Categories segons l'any de la moto
| Any  | Pre-72               | Pre-72  | Pre-77              | Pre-77  |
| Any  | Campió               | Moto    | Campió              | Moto    |
| ---- | -------------------- | ------- | ------------------- | ------- |
| 2001 | Joan F. Galindo      | OSSA    | -                   | -       |
| 2002 | Joan Cañellas        | ?       | -                   | -       |
| 2003 | Josep Soldevilla     | Bultaco | -                   | -       |
| 2004 | Joan Cañellas        | ?       | -                   | -       |
| 2005 | Martí Font           | Bultaco | -                   | -       |
| 2006 | Francesc Carbonell   | Bultaco | Agustí Vila         | Bultaco |
| 2007 | Martí Font           | Bultaco | Antonio Villanueva  | Bultaco |
| 2008 | Àngel Magriñà        | BSA     | Antonio Villanueva  | Bultaco |
| 2009 | Miguel Angel García  | Bultaco | Iñigo Ucelay        | Bultaco |
|      | Pre-72               | Pre-72  | Pre-80              | Pre-80  |
| 2010 | Rafael Sirvent       | BSA     | Francesc Carbonell  | Bultaco |
| 2011 | Xavier Ribot         | Dot     | Àngel Magriñà       | BSA     |
| 2012 | Francesc Santos      | Bultaco | Martí Font          | Bultaco |
|      |                      |         |                     |         |
|      | Pre-75               | Pre-75  | Pre-80              | Pre-80  |
| 2015 | José M. Martínez     | Triumph | Rafael Sirvent      | Honda   |
| 2016 | José M. Martínez     | Triumph | Fco. Javier Aldecoa | Bultaco |
| 2017 | José M. Martínez     | Triumph | José Gabriel Dasí   | Bultaco |
| 2018 | Jesús Ignacio Martín | OSSA    | Fco. Javier Aldecoa | Bultaco |
| 2019 | Roberto Mendibil     | Bultaco | Fco. Javier Aldecoa | Bultaco |
| 2020 | José E. Palencia     | OSSA    | Roberto Mendibil    | Bultaco |
| 2021 | Rafael Asins         | OSSA    | José G. Dasi        | Bultaco |
| 2022 | José M. Martínez M.  | Montesa | Roberto Mendibil    | Bultaco |
| 2023 | Jorge A. Selma       | Bultaco | Roberto Mendibil    | Bultaco |
| 2024 | Carlos Bosch         | Bultaco | Roberto Mendibil    | Bultaco |

Notes
1. ↑  El 2009 hi hagué també una categoria Pre-82, el campió de la qual fou Carlos Varade (Bultaco)
2. ↑  El 2012 hi hagué també una categoria Pre-65, el campió de la qual fou Xavier Ribot (Dot)

## Estadístiques

### Campions amb més de 3 títols
A 12 de desembre de 2024
| Pilot                    | Títols |
| ------------------------ | ------ |
| José María Martínez      | 7      |
| Diego Urreta             | 6      |
| Francisco Javier Aldecoa | 5      |
| Roberto Mendibil         | 5      |
| Mariano Gómez            | 5      |
| Martí Font               | 4      |